# Áyax el Grande

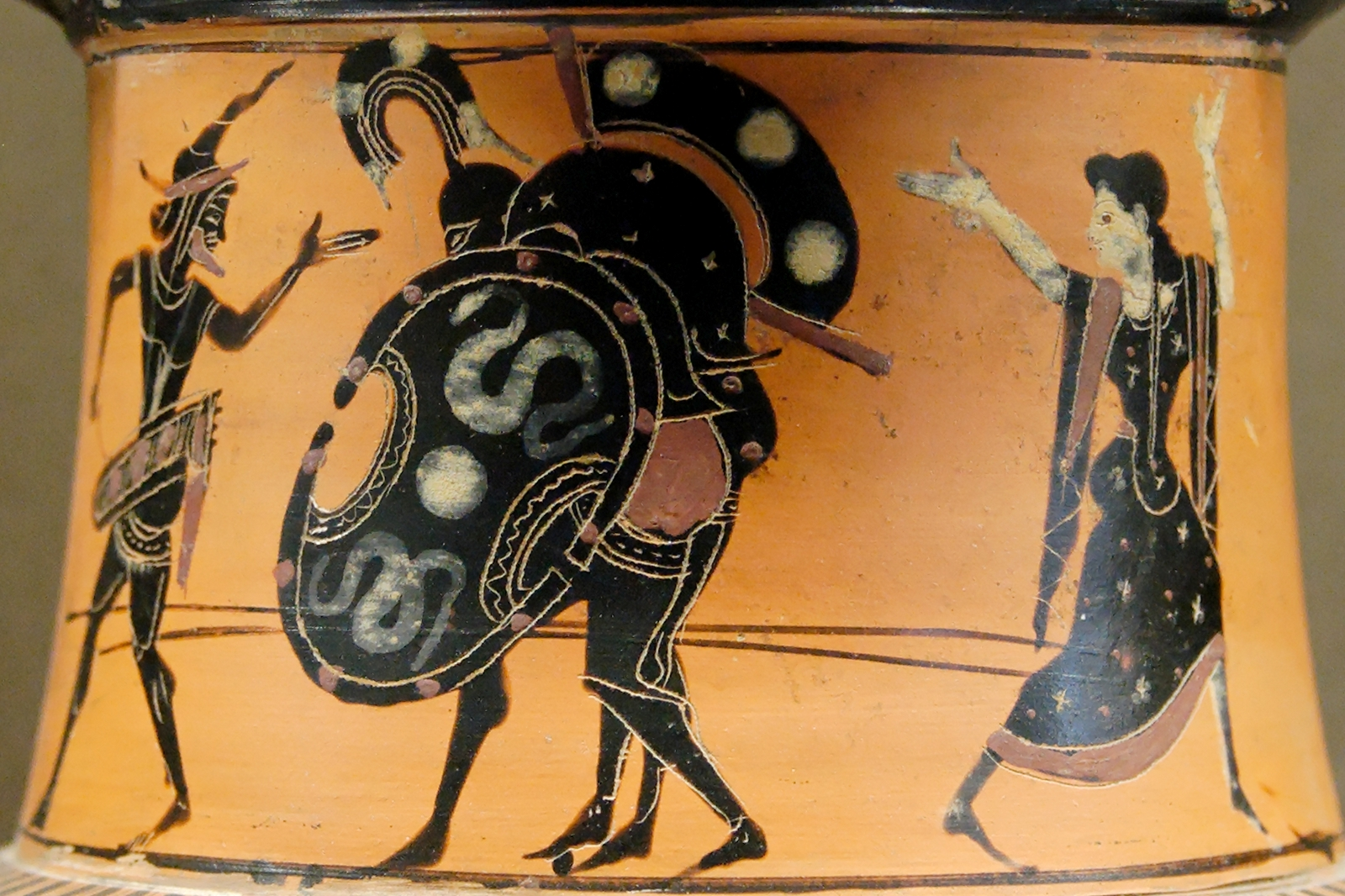
Áyax llevando el cadáver de Aquiles, protegido por Hermes (izquierda) y Atenea (derecha). Lado 1 de un ánfora ática de figuras negras, ca. 520 - 510 a. C.

Áyax o Ayante (en griego clásico Αἴας ὁ Τελαμώνιος; en griego moderno Αίας ο Τελαμώνιος; en latín Aiax Maior o Aiax Telamonius), hijo de Telamón, rey de Salamina, y Peribea, es un legendario héroe de la mitología griega. Para distinguirlo de Áyax, hijo de Oileo se lo llamaba Áyax el Grande, Gran Áyax o Áyax Telamonio (Τελαμώνιος Telamốnios, hijo de Telamón). Fue un valeroso guerrero, el más fuerte después de su primo Aquiles que se embarcó a la mítica guerra de Troya al mando de doce navíos de Salamina acompañado de su hermano Teucro.

## Orígenes y descripción
Dares Frigio dice que Áyax «era robusto, de voz sonora, de pelo negro y cabellera rizada, de carácter sencillo e implacable para con el enemigo».  Su nombre fue elegido por Heracles, amigo de Telamón, quien al ver que el águila de Zeus (ἀιετός, «águila») se posaba en su hombro le anunció: «Tendrás el hijo que suplicas, oh Telamón, y por el ave aparecida llámale de sobrenombre muy poderoso ‘Áyax’ , temible en las batallas de los hombres de Enialio», según anotó el poeta Píndaro. Otra versión parecida, que aparece en las Grandes Eeas, dice que Heracles, recibiendo la hospitalidad de Telamón y subiéndose la piel del león, suplicó que le fuese concedido un varón y después de los ruegos apareció un águila enviada por Zeus.  Al menos se le acreditan dos hijos a Áyax: Eurísaces, habido con la cautiva Tecmesa, y también Fileo, habido con una tal Lisídice, hija de Corono.  Tradicionalmente se consideraba que Fileo era el primer ancestro de la familia ateniense de los Filaidas.  Otros más dicen que los hijos de Áyax eran Eurísaces y Eántides y que Eántides nació de Glauce, la anterior esposa de Áyax, previa a Tecmesa.

## En Troya
Áyax peleó en la guerra con coraje y destreza. En la Ilíada de Homero se lo describe como un guerrero de gran estatura y fuerza colosal, testarudo y de inmenso escudo que por sí mismo es un antemural de las falanges, segundo en destreza y valentía en la batalla únicamente por detrás de Aquiles. No fue herido en ninguna de las batallas relatadas en la Ilíada y es el único personaje de importancia en la obra que no recibió ayuda por parte de ninguno de los dioses griegos. Era por decirlo, el único héroe homérico, que debía todos su triunfos a su ser humano. Al igual que Aquiles, fue entrenado por el centauro Quirón. Áyax, era sin duda, uno de los reyes más importantes en el campo de batalla, aunque no tan sabio como Néstor, Idomeneo o Menesteo, ni tan hábil como Diomedes, Odiseo o Palamedes. Mandaba su ejército, acompañado siempre por Teucro, su medio hermano, llevando una gran lanza y un enorme escudo cubierto por siete capas de piel de buey, con una octava capa de bronce.
Durante la guerra de Troya, Áyax luchó contra Héctor en dos ocasiones. La primera fue en un duelo que duró todo un día sin que hubiera un vencedor. La segunda fue durante una incursión de los troyanos en el campamento de los aqueos: Áyax y Héctor pelearon en los barcos griegos. Áyax dejó casi muerto a Héctor arrojándole una gran piedra. Ambas aristías tuvieron lugar cuando Aquiles había abandonado el campo de batalla debido a su enfado con Agamenón, y los griegos estaban desolados.
Cuando Patroclo murió a manos de Héctor, los troyanos intentaron hacerse con su cuerpo y alimentar con él a los perros, pero Áyax luchó y logró proteger el cadáver, devolviéndolo al campamento griego y a su amigo Aquiles. Posteriormente, cuando Aquiles murió tras ser alcanzado por una flecha de Paris, Áyax y Odiseo consiguieron recuperar el cuerpo del héroe para llevarlo al campamento griego.

## La locura y muerte de Áyax

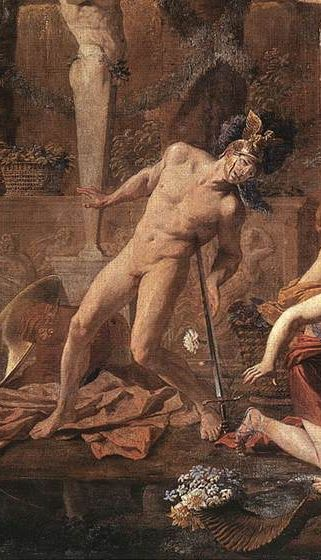
Suicidio de Áyax el grande por Poussin

Tras los juegos funerarios que se celebraron en honor a Aquiles ambos héroes griegos reclamaron la armadura de Aquiles como recompensa por sus esfuerzos. Tras una disputa de ingenio o tal vez porque Agamenón aborrecía el linaje de Éaco, Odiseo recibió la armadura y Áyax quedó enloquecido de furia. En su delirio confundió un rebaño de ovejas con los líderes aqueos, Odiseo y Agamenón, y mató a todos los animales. La misma Atenea había intervenido creando la confusión y delirio del héroe, pues era de los pocos que no iba al combate implorando alguna protección divina.

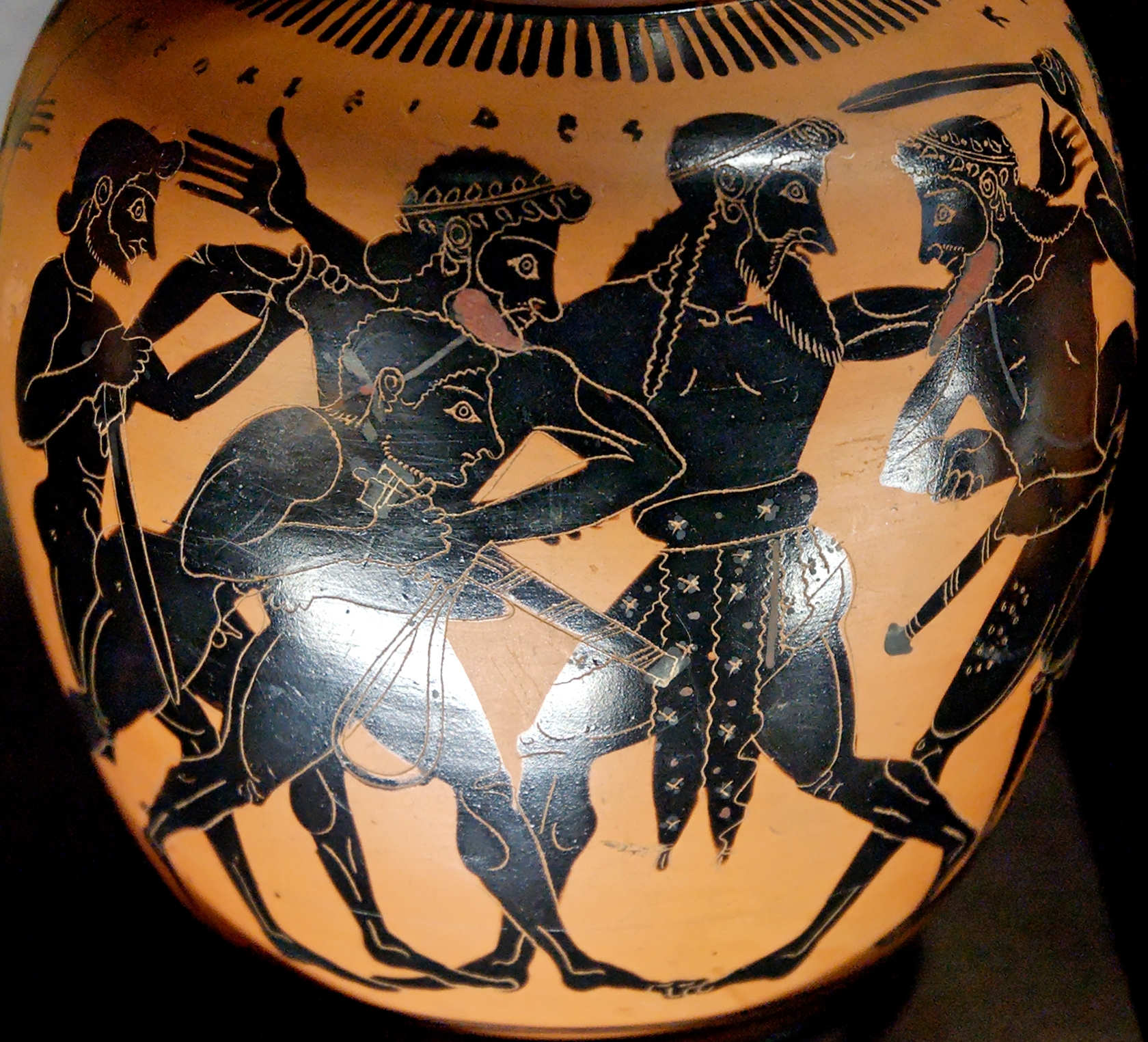
Disputa entre Áyax y Odiseo por la armadura de Aquiles, obra del pintor de Tálides

Cuando Áyax despertó de su locura, vio que había deshonrado su espada de guerrero con sangre de animales domésticos y decidió quitarse la vida antes que vivir en la vergüenza y el oprobio. Para ello utilizó la espada de Héctor, que este le había entregado como una ofrenda de honor tras su primer duelo.
Tras su muerte brotó una flor de jacinto en el punto donde cayó su sangre cuyos pétalos llevaban marcadas las dos primeras letras del nombre de Áyax (en griego «ΑΙ») como si fueran un lamento.
Agamenón se opuso a que Áyax fuera incinerado, por lo que fue el único de los griegos muertos en la guerra de Troya cuyo cuerpo se enterró en un féretro, en el lugar denominado Reteo, según la tradición.
Durante el descenso de Odiseo al Inframundo, este héroe pudo ver el alma de Áyax entre los muertos pero, aunque Odiseo trató de entablar conversación con él, el alma de Áyax no quiso responderle nada, pues seguía teniendo resentimiento por haber perdido las armas de Aquiles en la competición.
En su nombre se celebraban en Salamina las fiestas Aiantes.

## En otros medios
- Aparece en la película Troya, de 2004, interpretado por Tyler Mane.
- El escritor y académico colombiano Nikólaos Chalavazis noveló la historia de Áyax El Grande en su obra Dolor Ayanteo.
- Aparece en un episodio de la serie de televisión Hércules: Sus viajes legendarios, interpretado por Peter McCauley.
- Aparece en el videojuego de estrategia Age of Mythology y su expansión Age of Mythology: The Titans.
- Es protagonista del poema Ájax en el infierno, del poeta peruano Jorge Eduardo Eielson.
- Aparece como un dibujo en el escudo del club Ajax de Ámsterdam y el club tiene su nombre.
- Aparece en el videojuego de estrategia Total War Saga: Troy.
- El verdadero nombre de Tartaglia, personaje del videojuego Genshin Impact, es en realidad Ajax.
- En el videojuego Fate/Stay Night y sus consecuentes adaptaciones, uno de los Noble Phantasm de Archer es "Rho Aias" una barrera conceptual basada en el escudo de Ájax el Grande.